# Martin Roman (hudebník)
Martin Leopold Roman (23. dubna 1910 Berlín – 12. května 1996 Emerson, New Jersey) byl německý židovský hudebník a klavírista.

## Život a činnost

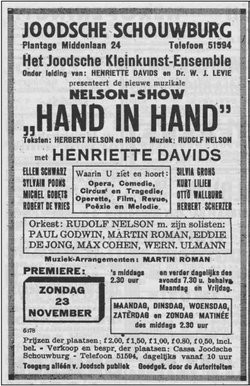
Uspořádání v: Herbert Nelson Hand in Hand 1941

Martin Leopold Roman se narodil roku 1910 v Berlíně a své vzdělání dokončil v posledních letech Výmarské republiky a poté se živil jako klavírista v orchestru Weintraubs Syncopators. V době požáru budovy Říšského sněmu v únoru 1933 byl Roman zadržen u vstupu do Vaterlandu, kde byl zaměstnán v kapele Marka Webera.
Kvůli svému původu byl po nástupu nacistů k moci nucen opustit Německo a poté cestoval po Evropě se svou vlastní kapelou a spolupracoval s Adi Rosnerem. V roce 1943 byl zatčen německými okupačními silami v Nizozemsku a internován ve Vughtu, poté převezen do tranzitního tábora Westerbork.
Dne 20. ledna 1944 byl deportován do terezínského ghetta, kde se stal hudebním vedoucím táborového kabaretu Karussell Kurta Gerrona, pro který napsal skladby Kasernenlied (Kasárenská píseň), Ich muß sitzen (Musím sedět), Das Lied von zwei Ochsen (Píseň dvou volů), Wir reiten auf hölzernem Pferde (Jezdíme na dřevěných koních) a Wir Frau’n in der Kaserne (My ženy v kasárnách). V Terezíně nějakou dobu také vedl swingovou kapelu Ghetto Swingers a v létě 1944 byl nucen spolupracovat na propagandistickém filmu Kurta Gerrona Terezín - Vůdce daroval Židům město. Po skončení natáčení byli 28. září 1944 Roman a Gerron odesláni do vyhlazovacího tábora Osvětim, kde Gerron zemřel.
Romanovi se podařilo přežít a s ohledem na blížící se jednotky Rudou armády byl s dalšími vězni evakuován a dočasně internován v táborech Sachsenhausen a Kaufering. Na jaře 1945 se zúčastnil pochodu smrti na Wolfratshausen, kde se nakonec dočkal osvobození.
Z jeho terezínských spoluhráčů věznění v táborech přežil ještě kytarista Coco Schumann. Kurt Gerron a klarinetista Fritz Weiss z Jazz-Quintet-Weiss zahynuli.

### V USA
Po skončení války se Martin Roman přestěhoval do USA, přijal americké občanství a tam pokračoval ve své hudební kariéře. Jako skladatel zde příležitostně působil jak pro jeviště (41 in a Sack z roku 1960 v New Yorku), tak pro film (50 000 B.C. [Before Clothing] v roce 1963).
Romanova skladby "Wir reiten auf hölzernen Pferden" byla zařazena na hudební album Terezín - Theresienstadt mezzosopranistky Anne Sofie von Otter.